# Municipio de May (condado de Lee)
El municipio de May (en inglés: May Township) es un municipio ubicado en el condado de Lee en el estado estadounidense de Illinois. En el año 2010 tenía una población de 304 habitantes y una densidad poblacional de 3,29 personas por km².

## Geografía
Según la Oficina del Censo de los Estados Unidos, el municipio tiene una superficie total de 92.44 km², de la cual 91,91 km² corresponden a tierra firme y (0,57 %) 0,53 km² es agua.

## Demografía
Según el censo de 2010, había 304 personas residiendo en el municipio de May. La densidad de población era de 3,29 hab./km². De los 304 habitantes, el municipio de May estaba compuesto por el 98,03 % blancos, el 0,33 % eran afroamericanos y el 1,64 % eran de una mezcla de razas. Del total de la población el 1,32 % eran hispanos o latinos de cualquier raza.